# 岩手朝日テレビ
株式会社岩手朝日テレビ（いわてあさひテレビ、英: Iwate Asahi TV Co., Ltd.）は、岩手県を放送対象地域としたテレビジョン放送事業を行っている、特定地上基幹放送事業者である。略称はIAT。テレビ朝日の親会社であるテレビ朝日ホールディングスの持分法適用会社でもある。

## 概要

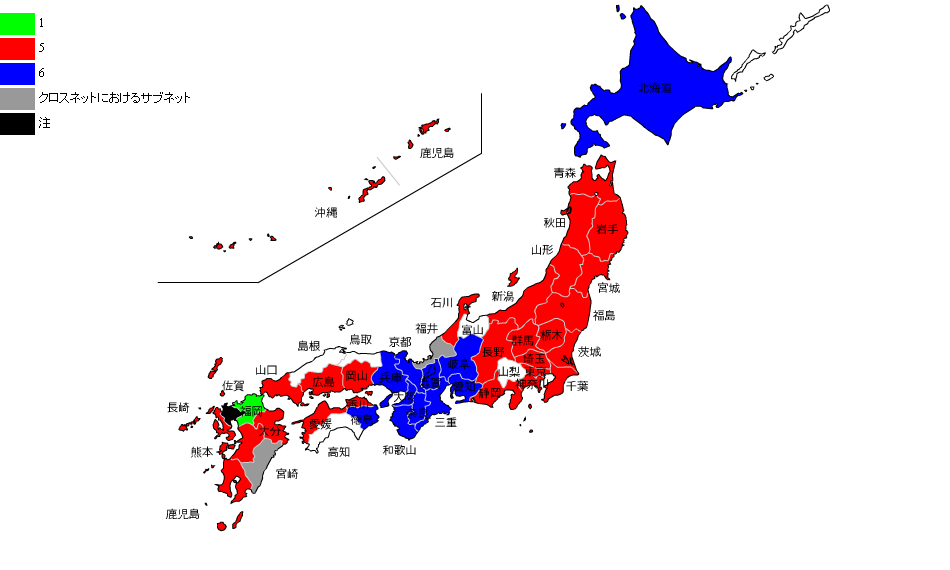
テレビ朝日系列のリモコンキーID地図

1996年（平成8年）10月1日に開局。県内の民放テレビでは4番目（最後発）の開局。資本・ニュース取材を中心に朝日新聞との繋がりが強い。
1989年にサンケイグループと朝日新聞の間で「岩手県第３局はフジテレビ系列、第４局がテレビ朝日系列で開局」するというコンセンサスがあったとされ、予定通り先にフジテレビ系列の岩手めんこいテレビが開局し、1990年にIBC岩手放送本社近くに、「ANN系列の報道体制の強化」を名目に、テレビ朝日盛岡支局を開設がされた。これがIATの源流となる。
ANN系列のフルネット局としては24番目の開局であり、現在同系列で最後の開局。東北6県全てにANN系列のフルネット局が開局したこととなった。
2024年には土曜日のローカル生ワイド番組「Go!Go!いわて」（司会＝天津木村）が、開局以来初めて、同時間帯視聴率首位を獲得。

## 資本構成
企業・団体は当時の名称。出典：

### 2021年3月31日
| 資本金 | 発行済株式総数 | 株主数 |
| ------ | -------------- | ------ |
| 30億円 | 60,000株       | 51     |

| 株主                           | 株式数   | 比率   |
| ------------------------------ | -------- | ------ |
| テレビ朝日ホールディングス     | 15,080株 | 25.13% |
| 朝日新聞社                     | 11,900株 | 19.83% |
| 東日本放送                     | 04,200株 | 07.00% |
| 紀文食品                       | 03,200株 | 05.33% |
| 日刊スポーツ新聞社             | 02,400株 | 04.00% |
| みちのくコカ・コーラボトリング | 02,100株 | 03.50% |

## 沿革
- 1990年（平成2年）- テレビ朝日盛岡支局開設（局長＝菊池富夫、IBC岩手放送出身）[7]。
- 1993年（平成5年）- 岩手地区第4局の周波数割り当て。岩手地区では31件の免許申請があった。
- 1995年（平成7年）
  - 5月17日 - 発起人会開催。社名を「岩手朝日テレビ」と決定[12]。
  - 6月19日 - 岩手朝日テレビに標準テレビジョン放送（アナログ放送）の予備免許交付[1]（呼出符号JOIY-TV）。
  - 7月21日 -「株式会社 岩手朝日テレビ」設立[1]。初代社長に、望月茂（高弥グループ代表）[13]。JR盛岡駅前（東口）のビル内に事務所開設。のちに、盛岡駅西口に社屋が完成し移転。
- 1996年（平成8年）
  - 9月24日 - サービス放送を開始。
  - 10月1日 - 岩手県4番目の民放テレビ局として放送開始[1]。ノンリニアシステム（SONY・ベータカムSXとAVサーバシステム）導入[14]。
- 1997年（平成9年）
  - 7月 - 「夏の高校野球岩手大会」の実況中継を本年開催の第79回大会より開始（前年第78回大会までの中継担当だったテレビ岩手より放映権を移行）。同時に大会本番前の出場各校紹介番組「純情応援歌」放送開始。
- 2004年（平成16年）- デジタル化対応で社屋の増築工事に着手。
- 2005年（平成17年）
  - 7月29日 - 地上デジタル放送の免許を申請。
  - 9月2日 - 社屋の増築部分が完成。
  - 11月15日 - 地上デジタル放送の予備免許交付（呼出符号JOIY-DTV）。
- 2006年（平成18年）
  - 5月31日 - 地上デジタル放送の試験電波（PN信号）を開始。
  - 6月1日 - 社屋増築部分に設置したデジタル放送対応の主調整室（マスター）に更新（NEC製）。
  - 6月6日 - 地上デジタル放送の試験放送（サイマル放送）を開始。
  - 7月1日 - 新キャッチフレーズとして「Go!Go!ゴエティー」を採用。同時に局キャラクター「ゴエティー」制定。
  - 8月18日 - 地上デジタル放送でのデータ放送の試験放送を開始。
  - 9月25日 - 地上デジタル放送の本免許交付。
  - 10月1日 - 地上デジタル放送開始。同時に開局10周年を迎える。
- 2007年（平成19年）10月1日 - スタジオ設備をハイビジョンに対応。
- 2008年（平成20年）5月 - デジタルハイビジョンSNG中継車導入。
- 岩手朝日テレビ 新中継車（2008年5月）
- 2011年（平成23年）

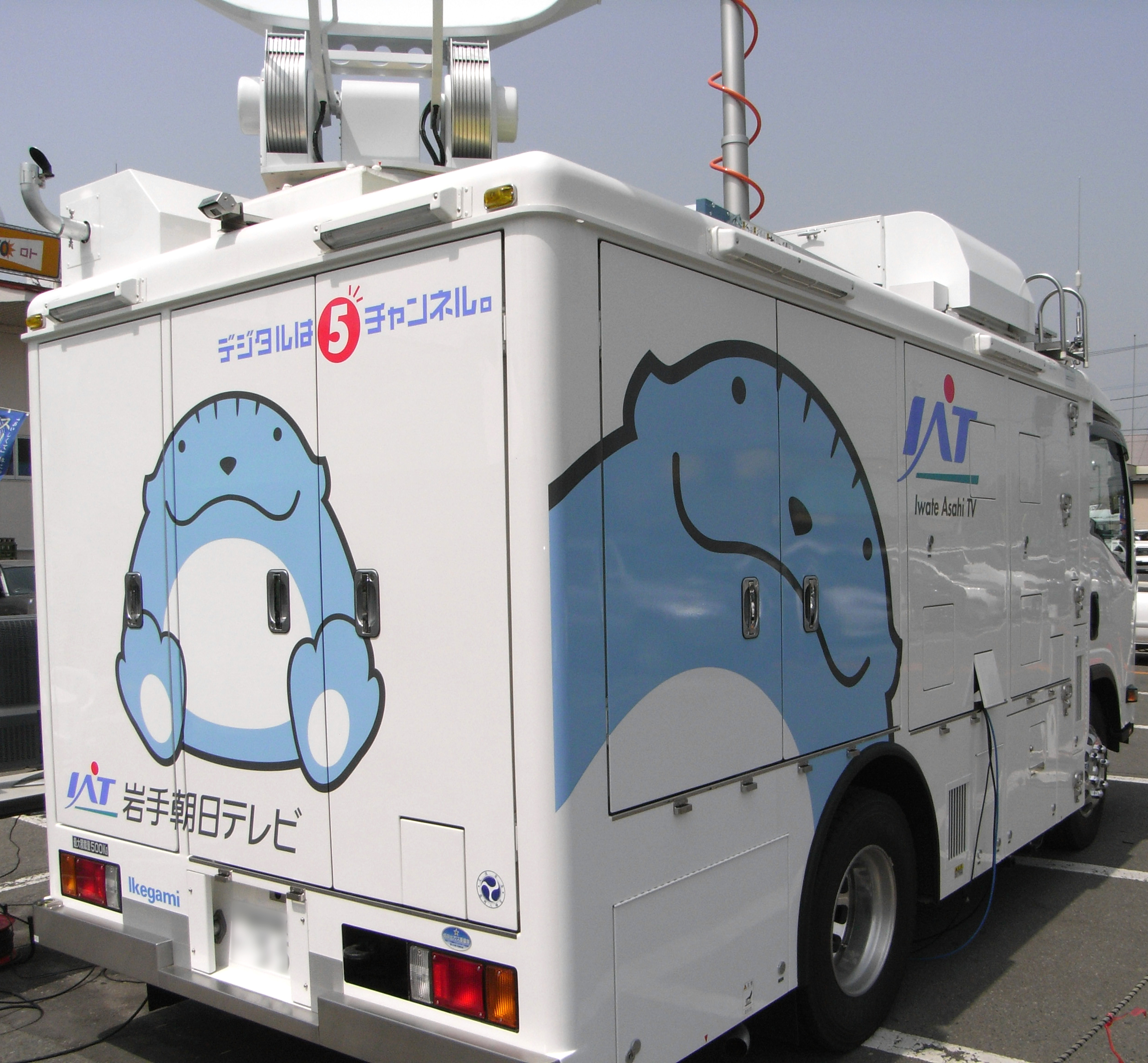
岩手朝日テレビ 新中継車（2008年5月）

  - 6月 - 開局15周年を記念し、期間限定キャッチフレーズ「いいこと、ごろごろ。IAT」を制定[注 1]。
  - 9月11日 - 震災から半年。被災地である大船渡市に、支社開設とハイビジョン対応情報カメラを設置。
  - 10月1日 - 岩手県内初。バーチャルスタジオを導入。
  - 10月8日 - 土曜午前枠において自社制作ローカル生ワイド番組「いいコト!」放送開始。
- 2012年（平成24年）
  - 3月31日 - 地上アナログ放送終了[注 2]。
  - 10月6日 - 自社制作の子供向けバラエティー番組「ゴエティーニョ!」放送開始（地デジ放送開始後に誕生した自局マスコットキャラクター「ゴエティー」を初めてメインパーソナリティーに起用）。
- 2018年（平成30年）6月22日 - 主調整室（マスター）設備を更新（NEC製）[15]。
- 2021年（令和3年）
  - 7月14日 - 資本金30億円のうち29億円を減少させ、1億円とする税務上の中小企業化を官報で発表[16]。
  - 10月1日 - 開局25周年。

### ネットワークの移り変わり
- 1980年（昭和55年）3月31日、テレビ岩手がANNを離脱して以来、16年6ヶ月ぶりとなる岩手県域のテレビ朝日系列局として開局した。岩手県内に於いては開局当初からとしては、岩手めんこいテレビに次いで2番目のフルネット局となった。
  - 移行された番組の割合は、IBC岩手放送＝7：テレビ岩手＝3。だが、前者の7のうち3は後者が開局した際移行したものの日本テレビフルネット局となった際に復帰した分であり、実際はIBC=4:IBC→TVI→IBC=3：TVI：3である。ニュース番組は現在の昼のANNニュースの枠が16年6か月ぶりの復活で、他は新規ネット開始。また、ワイドショー番組も16年6か月ぶりに復活している。
  - 民間放送教育協会製作分は、IBCが脱退しなかったため引き継がれなかった。

### 編成の特徴
キー局・テレビ朝日系列の番組を中心に、テレビ東京系列、独立局の番組も編成。土曜日には天津木村を起用したローカル生ワイド番組「Go!Go!いわて」を編成。
報道番組については、平日夕方のニュース（「IATスーパーJチャンネル」）しか放送しなかった時期もあるが、その後、平日正午前のANNニュースでローカルニュースを開始。東日本大震災報道をきっかけに、土・日曜の夕方のニュースでもローカルニュースを放送。
開局後に（1997年（平成9年）第79回大会より）放映権を取得した夏の高校野球の制作には力を入れている。

## 本社・支社
- 本社 - 岩手県盛岡市盛岡駅西通2丁目6番5号
- 東京支社 - 東京都中央区築地1丁目13番13号 北水ビル第三5F
- 大阪支社 - 大阪府大阪市北区堂島2丁目1番16号  フジタ東洋紡ビル6F
- 仙台支社 - 宮城県仙台市太白区あすと長町1丁目3番15号 東日本放送内

## IAT開局前後の岩手県におけるテレビ朝日系列の動き

### 開局前まで
岩手県におけるANN系列は1969年（昭和44年）開局の日本テレビ系列のテレビ岩手（以下TVI）が担った。TVIには読売新聞、朝日新聞の資本が入り、日本テレビ系列（読売系）とテレビ朝日系列（朝日系）のクロスネット局となった。
TVIは、当時番組の視聴率が良かった日本テレビに編成の比重を移していく。1979年（昭和54年）9月には『アフタヌーンショー』が打ち切られるほか『ナショナルゴールデン劇場』（1979年（昭和54年）まで松下電器産業の一社提供）と『特捜最前線』がTBS系列の岩手放送（現IBC岩手放送、以下IBC）へ移動。1979年（昭和54年）12月には『モーニングショー』が、1980年（昭和55年）3月には『おはようワイド・土曜の朝に』のネットがそれぞれ打ち切られた。朝日新聞・テレビ朝日の資本は残るものの、1980年（昭和55年）4月にはテレビ朝日系列を脱退し、NNN/NNSフルネット局となり、クロスネット状態を解消した。当時、民放2-3局地域は多くの地域でクロスネット局が存在していたが、岩手県からは比較的早い時期に正規のクロスネット局が消滅することとなった（東北地方では宮城県に続いて2県目）。
TVIはその後テレビ朝日系列の番組を一つずつ購入して放送することとなったが、系列を脱退した影響もあって、放送する番組の数は更に激減。ABC制作番組（『必殺仕事人』や一部のアニメ番組など）を残すのみとなり、テレビ朝日制作番組はアニメ番組のごく一部を除き放送されなくなる。テレビ朝日系列の番組の大半（主にスポンサードネット番組）は、IBCが引き受ける形となった。
結果、1980年（昭和55年）4月以降は全国で唯一テレビ朝日系同時ネット番組が皆無の県となる。『モーニングショー』→『スーパーモーニング』に関しては岩手県が唯一放送されない県となり、テレビ朝日系列平日正午台の番組に関しては、当初からの未ネット地域である山梨・徳島の2県同様、放送されない県となった。一方TVIはテレビ朝日系の番組を減少させたかわりに『笑っていいとも!』などのバラエティ番組やフジテレビ系アニメ、さらにテレビ東京系の番組など、フジテレビ系やテレビ東京系の番販ネット枠を大幅に増やすことになる。
なお一関市など宮城県に近い県南地域では仙台方面にアンテナを向けて東日本放送（KHB）を遠距離受信していた世帯があった。またCATV局の花巻ケーブルテレビ、北上ケーブルテレビ、和賀有線テレビ（後に北上ケーブルテレビに編入）、水沢テレビなど県南のCATV局では在仙民放テレビ4局のうち東日本放送（KHB）と仙台放送（OX）を区域外再放送しており、特に一関ケーブルネットワークでは在仙4局全てをIAT開局まで区域外再放送していた。
1991年（平成3年）4月にフジテレビ系の岩手めんこいテレビ（mit）が開局し、これまでフジテレビ系に割り当てられていた番組枠が大幅に空くとTVIは若貴人気による相撲ブームに乗る形で『大相撲ダイジェスト』を放送開始。その後『ミュージックステーション』、アニメ『美少女戦士セーラームーン』と、テレビ朝日制作の番組が相次いでTVIで放送が開始される。しかしTVIは既にNNN/NNSフルネット局となっていたため、クロスネット時代のような同時ネットはなく、深夜や週末のローカル枠での放送となった。同様にIBCも、フジテレビ系の放送枠が空いたことに伴い、テレビ朝日の番組枠が増加していった。一方、mitでのテレビ朝日系番組の放送は東北ブロックネット番組と再放送番組にとどまった。
IAT開局を半年後に控えた1996年（平成8年）4月の時点で、『あまから問答』（内閣府提供）などネットスポンサーが入った番組を除き、ほとんどのテレビ朝日系の番組（特に最初からネットスポンサーが無かった番組販売扱いの番組）が、既存局の編成から姿を消した。

### 開局後
バブル崩壊後に設立されたため、初期投資を抑えた状態での開局を余儀なくされた。スタジオは最小限のものしか持たず、支社・支局網も少なく、アナログ放送中継所網も特に沿岸部において難視聴地域が多い状態で開局を迎え、アナログ放送においては難視聴地域が多く存在していた。
1996年（平成8年）10月1日、岩手朝日テレビが開局。『ニュースステーション』などが満を持して岩手のお茶の間に登場することとなった。開局当日は、『やじうまワイド』、『スーパーモーニング』『ワイド!スクランブル』『ステーションEYE』『ニュースステーション』の中で、岩手県から全国に生中継が行われた。
この時にそれまでIBCとTVIを中心に、ごく一部の東北ブロックネット番組がmitで放送されたテレビ朝日系列の番組も、民間放送教育協会共同制作番組（IBCが引き続き加盟）を除き、完全にIATに移動した。テレビ朝日系列の朝のワイドショー番組（『スーパーモーニング』）も岩手県での放送が復活したことにより、再び47全ての都道府県で見られるようになった。同時に昼のワイドショー番組（『ワイド!スクランブル』）も岩手県での放送が復活している。
IAT自身は最小の体制で開局することとなったが、帯番組「きらめきワイド」や、「宮尾すすむの出前カラオケ」など自社制作番組も地道に制作し、県民への浸透も施された。また、開局以前は岩手県の民放2社で中継していた全国高等学校野球選手権岩手大会（夏の甲子園大会岩手県予選）の中継権についてもIATが取得し、現在に至る。
岩手県民にはなじみのなかったテレビ朝日をキー局に持つ不利もあったが、ネット番組の好転、東北地方6県によるブロックネット番組の放送、IAT自体の制作能力の向上、ブロックネットの幹事局である東日本放送など系列局のサポートなどもあり、開局10年弱にして「楽茶間」など、比較的大型の番組を立ち上げるまでに成長した。「Go!Go!いわて」「ゴエティーニョ!」なども軌道に乗るなど、自社制作部門も強化している。

## スタジオ

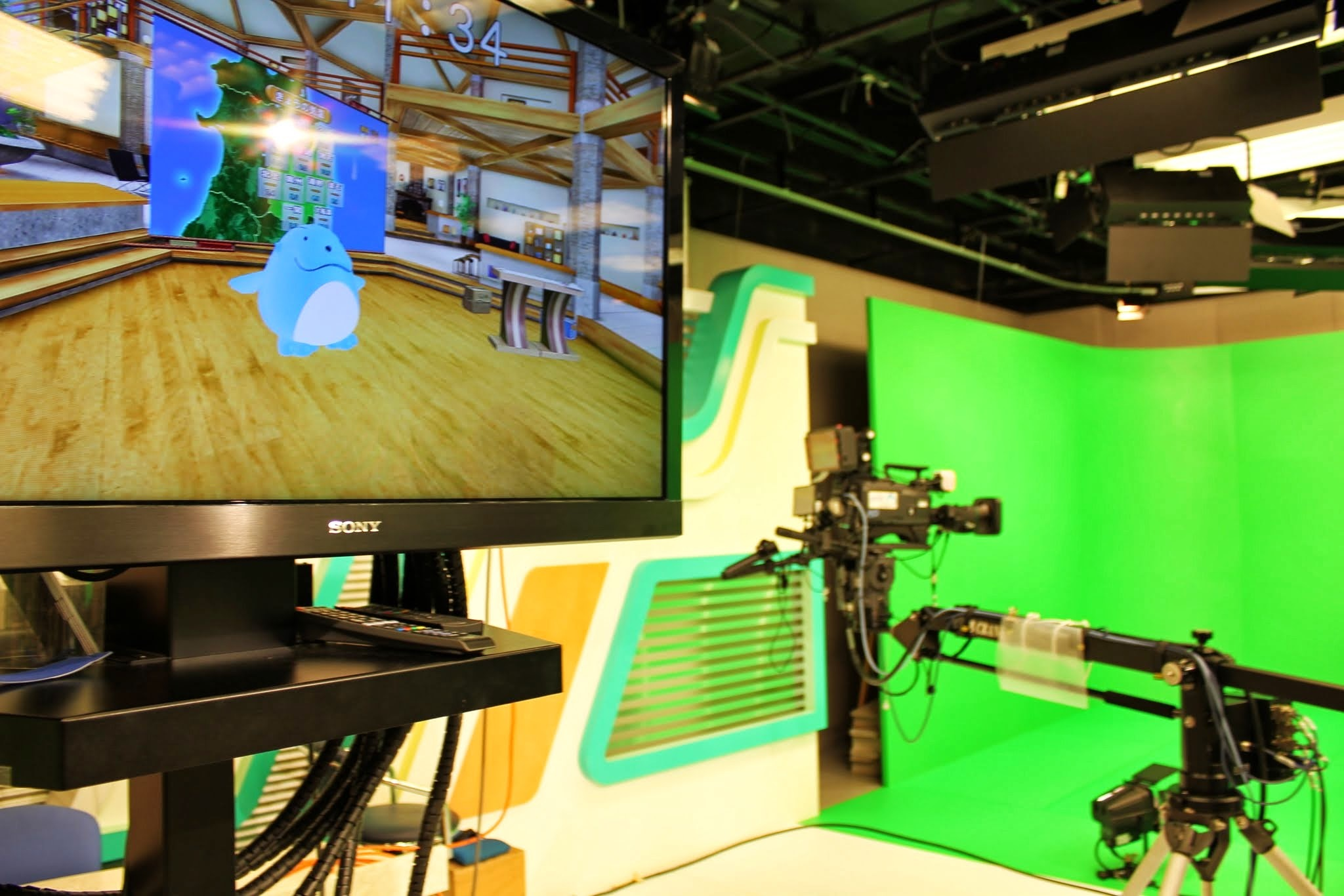
岩手朝日テレビ バーチャルスタジオ（2011年10月）

- 報道制作スタジオ（34坪・バーチャル対応）：「IATスーパーJチャンネル」などバーチャル用のクロマキー幕が常設されている（「Go!Go!いわて」など、実際のスタジオセットを建て込む場合あり）。常設セットが組まれたエリアもあり、「わくわく情報館」などで使用されている。
- 報道センター：ANNニュース（平日昼・土日夕方ローカルニュース）など

## 情報カメラ設置場所
- 盛岡1：NTT東日本岩手支店鉄塔（岩手めんこいテレビより若干低い位置）
- 盛岡2：本社鉄塔 SD
- 花巻：花巻空港ターミナルビル屋上
- 宮古：宮古湾（ホテル近江屋 屋上）
- 釜石：県営太平アパート
- 大船渡：大船渡第一幼稚園跡地
- 陸前高田：キャピタルホテル1000屋上
- 久慈：久慈市漁協製氷工場

※宮古、釜石、大船渡、陸前高田、久慈の各沿岸部設置カメラはIP伝送。

※陸前高田の設置は、NHK・民放で唯一である。

## 地上デジタル放送
- 2006年（平成18年）6月6日からサイマル放送による試験放送を開始した（テレビ岩手と同日）
- 試験放送開始当初から既に再放送・他系列番組・遅れネットなどの番組をハイビジョンで放送している。
- データ放送は県内民放局では最後の2006年（平成18年）8月18日から始まった。
- 2007年（平成19年）9月30日までは、自社制作のレギュラー番組のハイビジョン番組は一部のミニ番組のみだったが、2007年（平成19年）10月1日からは生放送番組（それに関連する取材映像も）もハイビジョン化された。
- 2007年（平成19年）10月中旬頃から自社制作・遅れネット等のハイビジョン制作番組（ミニ番組を除く）の冒頭に「ハイビジョン制作」マーク（テレビ朝日と同じ物）を表示していたが、キー局同様に2008年（平成20年）7月24日以降表示しなくなった。
- ワンセグでは、2006年（平成18年）6月の試験放送開始時から音声多重放送を行っておらず（県内の放送局では唯一）、ステレオ放送、二ヶ国語放送など全てモノラル音声で放送していたが、2007年（平成19年）5月下旬から音声多重放送を開始した。

## 現在の主な番組

### 自社制作番組
- IATニュース（月曜 - 金曜 11:40 - 11:45）
- Jチャンいわて（月曜 - 木曜 18:15 - 18:55、金曜 18:15 - 18:45）
- 青春応援歌〜ブカツTV（金曜 18:45 - 18:50）
- 天津木村のへぇ～　岩手、それ あると思います（土曜 0:15 - 0:45（金曜深夜））
- Go!Go!いわて（土曜 7:30 - 8:00、9:30 - 10:55）
- KICK OFF! IWATE（土曜 10:55 - 11:15、再放送 日曜 2:30 - 2:50（土曜深夜））
- IATお天気情報（月曜 - 金曜 21:48 - 21:54ほか毎日）
開局当時は一日数回放送。ミュージッククリップと組み合わせた「オン天」（金曜 24:25）もある。
- わくわく情報館（火曜 14:45 - 14:49ほか）
- 全国高校野球選手権 岩手大会[注 3]（番組タイトルを「白球ライブ!（西暦）」として放送。）
- 純情応援歌（2010年度は6月14日 - 7月9日、月曜 - 金曜 18:40 - 19:00）
高校野球に出場する県内全高校の生徒が、自ら制作した野球部紹介VTRを放映。
- 傑作ワイド劇場（毎週金曜13:45 - 15:44に放送）
土曜ワイド劇場（テレビ朝日）、水曜ミステリー9（テレビ東京）、火曜サスペンス劇場（日本テレビ）、金曜エンタテインメント（フジテレビ、オープニングなしで本編から）のいずれかの2時間ドラマの再放送。月曜ミステリー劇場（TBS）は、一度も放送されていない（ただし月曜ドラマスペシャル(TBS)は放送実績あり）。または、1時間の連続ドラマ2本連続の再放送（相棒、科捜研の女 など）やBS朝日制作のオリジナルドラマを放送。

### テレビ朝日系列番組
| 制作局         | 番組名                             | 放送時間                                                          | 備考       |
| -------------- | ---------------------------------- | ----------------------------------------------------------------- | ---------- |
| テレビ朝日     | グッド!モーニング                  | 平日 4:55 - 8:00                                                  | 同時ネット |
| テレビ朝日     | 大下容子ワイド!スクランブル・第1部 | 平日 10:25 - 12:00                                                | 同時ネット |
| テレビ朝日     | バスケ☆FIVE〜日本バスケ応援宣言〜  | 月曜（日曜深夜）1:10 - 1:25                                       |            |
| テレビ朝日     | ラブ!!Jリーグ                      | 月曜（日曜深夜）1:25 - 1:40                                       |            |
| テレビ朝日     | 全力坂                             | 火曜・木曜・金曜 0:45 - 0:50、水曜 1:15 - 1:20（月曜 - 木曜深夜） |            |
| テレビ朝日     | あざとくて何が悪いの?              | 火曜 0:50 - 1:20（月曜深夜）                                      |            |
| テレビ朝日     | musicる TV                         | 火曜 1:25 - 1:55（月曜深夜）                                      |            |
| テレビ朝日     | テレメンタリー                     | 水曜 1:20 - 1:50（火曜深夜）                                      |            |
| テレビ朝日     | Break Out                          | 金曜 1:20 - 1:50（木曜深夜）                                      |            |
| テレビ朝日     | ザワつく!金曜日                    | 金曜 18:50 - 20:00                                                | 同時ネット |
| テレビ朝日     | フリースタイル日本統一             | 土曜 0:50 - 1:20（金曜深夜）                                      |            |
| テレビ朝日     | 渡辺篤史の建もの探訪               | 土曜 7:00 - 7:30                                                  |            |
| テレビ朝日     | 題名のない音楽会                   | 土曜 11:15 - 11:45                                                |            |
| テレビ朝日     | カクエキ!                          | 土曜 1:20 - 1:50（金曜深夜）                                      |            |
| テレビ朝日     | なにわ男子の逆転男子               | 木曜 0:15 - 0:45（水曜深夜）                                      |            |
| テレビ朝日     | 見取り図じゃん                     | 月曜 0:10 - 0:40（日曜深夜）                                      |            |
| テレビ朝日     | ワールドプロレスリング             | 日曜 1:00 - 1:30（土曜深夜）                                      | 同時ネット |
| テレビ朝日     | サンデーLIVE!!                     | 日曜 5:50 - 8:30                                                  | 同時ネット |
| テレビ朝日     | 路線バスで寄り道の旅               | 日曜 15:20 - 16:30                                                | 同時ネット |
| 朝日放送テレビ | リア突WEST.レボリューション        | 金曜 0:50 - 1:20（木曜深夜）                                      |            |
| 朝日放送テレビ | 探偵!ナイトスクープ                | 日曜 0:00 - 1:00（土曜深夜）                                      |            |
| 朝日放送テレビ | 相席食堂                           | 日曜 10:00 - 10:55                                                |            |
| 名古屋テレビ   | おぎやはぎのハピキャン             | 土曜 6:30 - 7:00                                                  |            |
| 北海道テレビ   | おにぎりあたためますか             | 木曜 1:20 - 1:50（水曜深夜）                                      |            |
| 九州朝日放送   | ぼる部屋                           | 木曜 0:50 - 1:20（水曜深夜）                                      |            |

### テレビ東京系列番組
- 家、ついて行ってイイですか?（土曜 12:00 - 12:54）
- 有吉木曜バラエティ（日曜 10:55 - 11:50、「有吉バラエティ」のタイトルで放送）
- THEカラオケ★バトル（不定期放送）
- 世界が騒然!本当にあった（秘）衝撃ファイル（不定期放送）
- 何を隠そう…ソレが!（土曜 15:30 - 16:30）

#### その他
- ケンドーコバヤシのキャベリバ内閣（金曜 1:50 - 2:20（木曜深夜）、東京MXテレビ制作）
- そこに山があるから（土曜 6:00 -6:30、BS朝日制作）

## 終了した番組

### 自社制作番組
- IATきらめきワイド（平日の夕方ワイド番組）
- フレッシュモーニング（岩手県庁提供の県政番組）
- 宮尾すすむの出前カラオケ（県内各地を宮尾が回る、カラオケ大会番組。後年、「IAT出前カラオケ」として復刻。
- 岩手あさひ学園（女子高生のトーク）
- トークいわて人（県内の著名人を迎えた対談）
- Gorikin（音楽トーク番組。司会：佐藤健一）
- IATスーパーJチャンネル活金情報局→IATスーパーJチャンネル金曜スーク。
- Car's Net TV
- ふるさと点描（県内の風景映像。開局当初はスポット、PT枠で放送。現在は報道特別番組や、放送事故があった場合などに放映される）※
- DREAM ROAD（ジョージア（コカ・コーラ）提供。北東北の夢を目指す人を紹介する。ABAとAABでも1時間遅れでネットしていた）
- Road to Higher Next～みちのくのミライヘ～（『DREAM ROAD』の後継番組。北東北のアスリート、アーティスト、職人220人以上を取り上げた）
- 元気ハウス（焼肉店やまなか家の情報番組）
- いわての未来図（隔月放送のトーク番組。ラッシャー板前がナレーションを務めた）
- みちのくレースけいばステーション（岩手競馬の重賞レースが行われる場合のみ不定期で放送、2007年以降放送実績なし）
- 楽茶間（らくてぃま）→楽茶間plus!!→ラクティマプラス!!（同局初の本格的な情報番組）
楽茶間：2004年10月 - 2008年9月（土曜昼→午前中）／（以降は金曜夕方）楽茶間plus!!：2008年10月 - 2010年3月／ラクティマプラス!!：2010年4月 - 2011年9月
- おはようゴエ天（月曜 - 金曜 5:45 - 5:50）
同局のキャラクター『ゴエティー』の着ぐるみが県内の幼稚園や保育園に登場し、その場所を週ごとに紹介すると共に明日の各地の天気予報を放送。
ただし、特番に伴う前番組における短縮や緊急ニュース放映時の場合、「県議会からのお知らせ」放送時や純情応援歌放送期間内については休止となる。
- 日食なつこのコトテン（2012年5月5日 - 8月11日、土曜 26:00 - 26:05）
- 水曜deないト!（水曜 23:10 - 23:15）
- 金曜deないト!（金曜 23:10 - 23:15）
県内の週末一押し情報などを紹介。不定期に放送曜日を変えたり、「ケータイじゃナイト!」など、タイトルを変えて放送することがある。
- 金曜deあ〜る（金曜 24:10 - 24:15、金曜deないト!の短縮バージョン）
- 希望のかけはし（2011年8月22日 - 2012年12月24日、月曜 15:55 - 15:59）
- Go!Go!ゴエティー
- ガールズチューブ（木曜 24:20 - 24:40）
- ゴエティーニョ!（土曜 6:00 - 6:30）
- GO!GO!Golden!!（火曜 18:55 - 19:00）
- いいコト!〜見たい!知りたい!出かけたい!〜（土曜 9:30 - 10:45）
  - ちょっといいコト!（土曜 7:25 - 8:00）

### 東日本放送制作および、東北朝日系列共同制作番組
- ひるまにあん
- とうほく元気です!TV
- 三又ノ番組

### 北陸朝日放送制作番組
- Kids' World

### 北海道テレビ放送制作番組
- 水曜どうでしょうClassic

### 他系列の番組

#### テレビ東京系
- 丸山茂樹のゴルフの旋風（土曜 7:30 - 8:00）
- ふりむけば歌の道
- いい旅・夢気分（TVIから移行）→にっぽん!いい旅
- 爛漫!モトどる3人娘
- 突撃!イドバタ7
- オレ達のWell歌夢
- トランスフォーマー ギャラクシーフォース （テレビ愛知制作）
- 魔弾戦記リュウケンドー（テレビ愛知制作）
- 超ロボット生命体 トランスフォーマー プライム（テレビ愛知制作）
- 逃亡者 おりん※（テレビ東京系列以外では唯一スポンサー付きでネット。また、スポット番宣も流れていた。2012年放送の逃亡者 おりん2はIBCで放送）
- 刺客請負人シリーズ※
- シネマ通信
- 匠の肖像
- 爆丸バトルブローラーズ ニューヴェストロイア→爆丸バトルブローラーズ ガンダリアンインベーダーズ
- メタルファイト ベイブレード 爆→メタルファイト ベイブレード 4D→メタルファイト ベイブレード ZEROG
- クロスファイト ビーダマン→クロスファイト ビーダマンeS（2013年5月11日打ち切り）
- ビーストサーガ（2013年5月11日打ち切り）
- カードファイト!! ヴァンガードGシリーズ（以前のシリーズは岩手めんこいテレビで放送）
- 新・今夜もドル箱
- MASKMEN
- ベイブレードバースト→ベイブレードバースト 神→ベイブレードバースト 超ゼツ
- PUI PUI モルカー
- はっけん たいけん だいすき!しまじろう→しまじろう ヘソカ→しまじろうのわお!（テレビせとうち制作、2022年9月打ち切り、番組自体は継続中）
- チェンソーマン（2022年12月28日・29日・2023年1月8日に一挙放送）
- 〜夢のオーディションバラエティー〜Dreamer Z
- あちこちオードリー（途中打ち切り）

#### TBS系
- 野々村病院物語（1999年1月に放送・本放送はIBC）
- 噂の刑事トミーとマツ（2004年に放送・本放送はIBC）平日16時台→14時台にレギュラー放送。
- スクール☆ウォーズ（スクール☆ウォーズ2は放送なし･本放送はIBC）
- 俺たちルーキーコップ（本放送はIBC）

#### フジテレビ系
- らんぽう（本放送はTVI）
- キテレツ大百科（本放送はTVI→mit、日曜 6:30 - 7:00 のちに金曜夕方へ移動）
- データDE勝ちそー（2010年4月7日 - 2011年1月5日、水曜 23:10 - 23:15）
岩手競馬の情報番組。めんこいエンタープライズ（岩手めんこいテレビ関連会社）制作

#### 日本テレビ系
- 事件記者チャボ!（本放送はTVI）
- 刑事貴族（本放送はTVI）

#### その他
- Channel a（avex、テレビ神奈川共同制作）
- 欽ちゃんのニッポン元気化計画（三重テレビ制作、不定期）
- 歌謡サロン 演歌がええじゃん
- Global Vision（三井物産・東北新社製作）
- 京mosaic（KBS京都制作、不定期）
- ドラマ 「神戸在住」（サンテレビ製作・2015年2月7日26:45 - 28:15放送・「阪神･淡路大震災20周年関連番組」）[17]
- 怪盗ジョーカー（シーズン3以降は未放送）
- カードファイト!! ヴァンガード 2018年版（中・高校生編）（ヴァンガードプロジェクト〈ブシロード、ブシロードミュージック〉制作、『続・高校生編』〈テレビ愛知制作〉以降は県内未放送）
- BanG Dream! 2nd Season
- D4DJ First Mix（ブシロード、ブシロードミュージック制作、『All Mix』は県内未放送）
- オーバーテイク!
- ダンジョン飯

## 開局時に先発局から移行した番組
一部を除き、1996年4月 - 9月は岩手朝日テレビ開局準備のため放送を休止していた。
※は、現在も放送中。

### IBCから移行した番組
- ドラえもん※
- クレヨンしんちゃん※
- スーパー戦隊シリーズ※[注 8]
- メタルヒーローシリーズ[注 9]
- 水曜21時枠刑事ドラマ※[注 10]
- 土曜ワイド劇場[注 11]
- あまから問答
- ワールドプロレスリング※
- カーグラフィックTV
- 熱闘甲子園※
- 新婚さんいらっしゃい!※（ABC制作）
- 探偵!ナイトスクープ※（ABC制作）

### TVIから移行した番組
- ミュージックステーション※
- 美少女戦士セーラームーンシリーズ[注 12]
- 地獄先生ぬ〜べ〜（1996年のアニメ）[注 13]
- 月曜ドラマ・イン[注 14]
- ウッチャンナンチャンの炎のチャレンジャー
- 日曜朝8時30分枠のアニメ※（ABC制作）[注 15]

## 主なチャンネル
平成新局だったため、アナログ送信所・中継局は先発2局より少なかったが、デジタル送信所・中継局は後に総務省や地元自治体の支援を得て開局したデジタル新局があり、県内を100%カバーすることになった。

### デジタル放送
親局

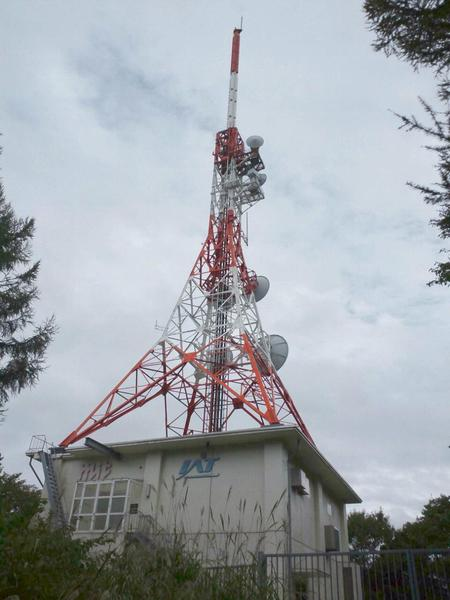
紫波新山にある親局送信所。岩手めんこいテレビと共用

- 盛岡（リモコンキーID:5） 22ch　JOIY-DTV 1kW

中継局
- 二戸 19ch 100W
- 一関 43ch 25W
- 遠野 30ch 20W
- 釜石 18ch 30W
- 宮古 18ch 20W
- 大船渡 18ch 10W
- 岩泉 22ch 10W

ほか、計59局

### アナログ放送
2012年3月31日停波（2011年7月24日停波の予定だったが延期）
親局
- 盛岡 31ch JOIY-TV 10kW

中継局
- 二戸 27ch 1kW
- 一関 23ch 100W
- 釜石 62ch 1kW
- 宮古 44ch 100W
- 大船渡 26ch 100W
- 遠野 44ch 100W
- 久慈 44ch 30W

ほか、計37局

## アナウンサー
男性
- 2015年入社 岸英利（さくらんぼテレビジョンから）
- 2021年入社 吉丸広人
- 2022年入社 吉田悠真
- 2023年入社 今井悠貴
- 2024年入社 中森至

女性
- 2018年入社 石田瑠美子
- 2020年入社 城戸今日子
- 2022年入社 仮屋未来
- 2024年入社 笹原知穂

## 異動したアナウンサー
- 伊波伴准（1996年 - ）

## 退社したアナウンサー

### 男性
- 1996年
  - 西村正行（ - 2001年、長崎国際テレビ→ガンホー・オンライン・エンターテインメント企業広報→フリー。フリー転身後は、映像プロデューサー、講師としても活動する他、ジャパネットたかたにラジオMCとして在職）
- 2000年
  - 三橋泰介（ - 2005年、東北放送→現フリー）
- 2003年
  - 矢田雄二郎（ - 2007年、現・アール・エフ・ラジオ日本）
- 2005年
  - 山田理（ - 2024年7月、青森ケーブルテレビから、2015年4月 - 2021年9月までは一旦異動していた）
- 2007年
  - 中尾考作（ - 2021年3月、現・フリー）
- 2010年
  - 塚本京平（ - 2015年3月、現びわ湖放送報道制作部）
- 2015年
  - 相埜裕樹（ - 2021年9月、現・KBS京都）
- 2018年
  - 前田拓磨（ - 2023年3月、現・テレビ新広島）

### 女性
- 1996年
  - 高橋香有（ - 2001年）
  - 土岐聡子（ - 2000年）
  - 山田美保（ - 2004年、TVQ九州放送に移籍し、現在は退職）
- 2000年
  - 水野悠希（ - 2002年、元北海道文化放送）
- 2001年
  - 加納美也子（2001年 - 2003年、テレビ信州→フリー→日本テレビ報道記者）
- 2002年
  - 矢部順子（ - 2007年、テレビ北海道に移籍し、現在は退職）
- 2003年
  - 矢内環（ - 2004年、石川テレビ→テレビ長崎→他業種）
- 2004年
  - 原田佳子（ - 2007年）
  - 樋口綾子（ - 2008年、現・NHK高知放送局）
- 2005年
  - 登田真由子（ - 2009年、現・ジョイスタッフ）
- 2007年
  - 川越千秋（ - 2008年）
  - 杉山藍（ - 2009年、静岡エフエム放送→NHK仙台放送局から）
  - 丹野尚子（ - 2013年、NHK秋田放送局から）
  - 藤原規衣（7月入社 - 2017年4月、群馬ケーブルメディア（現・光ケーブルネット）から）
- 2009年
  - 畑山綾乃（4月入社 - 2017年9月）
- 2013年
  - 坂本奈津美（4月入社 - 2017年3月）
  - 高井瑛子（4月入社 - 2017年3月、同局の退職と同時に地元の新潟へ戻り、同年4月から2021年6月までは新潟テレビ21（同局と同じANN系列）に在籍）
- 2017年
  - 市橋里音奈（4月入社 - 2022年3月、NHK岐阜放送局→現・NHK名古屋放送局）
  - 黒須聡瑛（4月入社 - 2019年3月）
  - 佐藤麻祐子（4月入社 - 2018年3月）
  - 照井七瀬（4月入社 - 2022年3月、現・テレビ神奈川）
- 2020年
  - 上釜美憂（4月入社 - 2023年3月、現・テレビ愛知）

## アナウンサー以外の著名な関係者
- 横舘英雄（テレビ朝日元アナウンサー。開局時にANBから出向する形で報道制作局長、取締役兼報道制作担当補佐、同営業局長・営業本部長補佐、業務局長を歴任）

## Gコード
- 同局の番組のGコードはすべて8桁であった。これは、IAT盛岡本局のアナログチャンネル番号「31ch」が、すでに隣県の秋田朝日放送（AAB）の秋田本局に使用されていたことによるもの。隣県重複を避けるため、IATは実際と異なるガイドチャンネル「20ch」を割り当てられた。計算上、20chの番組のGコードはすべて8桁となる[注 16]

## マスコットキャラクター「ゴエティー」
2006年（平成18年）10月1日の開局10周年、ならびに地上デジタル放送の開始を控えた7月1日には局のマスコットキャラクター「ゴエティー」を制定。キャッチフレーズを「Go!Go!ゴエティー」とした。キャラクターデザインは阿部卓也による。
ゴエティーの名前は同局のデジタル放送におけるリモコンキーID「5（ゴ）」と同局の略称「IAT（アイエイティー）」、ならびに雪男の「イエティ」を合体させたもの。ゴエティーの名前を冠した子供番組『ゴエティーニョ!』が放送されていたこともあった。
体の色はシアン系のブルーだけだが、母親らしき有袋類のピンクのゴエティーや、緑色などさまざまなパターンがある。
着ぐるみが各種イベントで使われる。またエア遊具「ゴエティーふわふわ」もあり、後述の「ゴエティーフェスタ」のほか、他社主催のイベントに貸し出されることもある。

## イベント
- 番組まつりとして「ゴエティーフェスタ」を年に1度、開催している。当初は盛岡駅西口の局舎周辺を会場としていたが、盛岡城跡公園（2015年（平成27年））、岩手産業文化センター（2016年（平成28年））を経て、2017年（平成29年）以降は滝沢市役所向かい「ビッグルーフ滝沢」を主会場としている。

## その他
- 1992年（平成4年）2月21日の電波監理審議会で岩手県の民放第4局を開設するための放送普及基本計画の変更が諮問される予定だったが、諸事情により諮問並びに周波数割り当てが見送られたことがある。

## 東日本大震災（東北地方太平洋沖地震）による番組編成
2011年（平成23年）3月11日の地震発生時以降、テレビ朝日発の報道特別番組をネットした。震災発生時、宮古市の情報カメラ映像で津波が押し寄せる様子をモニタリングしていた山田理（IATアナウンサー）は、その後も全国へ情報を伝え続けた（このことでANNアナウンサー賞大賞を受賞している）。この後4月29日に放送された特番『ANN報道特別番組〜つながろう、ニッポン〜』の中で、津波が港に押し寄せるIAT撮影の映像をテレビ朝日が映そうとしないため、山田が激怒する様子が全国放送された（発生当時は電波に乗らなかった）。
14日まで、テレビ朝日発の報道特別番組を放送した。IATからは全国に向けて現地の映像を発信し続けた。15日からはローカルで報道特番を放送。16日からはANN取材団の協力で「IAT報道特別番組 避難所の声」として避難所にいる人からの声を取材し放送する番組が午後や深夜に放送されるようになった。
なお、3月16日から31日まで『やじうまテレビ!』を4:55からのフルネット放送、4月4日からは5:25からの放送になった。また土曜版も東日本大震災発生後の3月中旬から4月23日までの毎週土曜日に臨時ネットしていた。さらに普段は関東ローカル放送の『報道発 ドキュメンタリ宣言』も東日本大震災関連と福島第一原子力発電所事故の特集のため4月一杯臨時ネットした。
土日版の『ANNスーパーJチャンネル』のローカル枠は開局以降、関東ローカルのニュースをそのまま流していたが、震災以降はローカル枠を自局発に差し替えて放送するようになっている。